# Bahnhof Bad Bellingen
Der Bahnhof Bad Bellingen ist neben dem Bahnhof Rheinweiler eine von zwei Bahnstationen in der baden-württembergischen Gemeinde Bad Bellingen im Landkreis Lörrach. Er besitzt zwei Bahnsteiggleise. Gemäß der Eisenbahn-Bau- und Betriebsordnung handelt es sich heute beim Bahnhof Bad Bellingen jedoch nicht mehr um einen Bahnhof, sondern um einen Haltepunkt.

## Lage
Der Bahnhof Bad Bellingen liegt sehr zentral in der Gemeinde Bad Bellingen. Von hier aus sind alle wichtigen Einrichtungen und Sehenswürdigkeiten schnell erreichbar. Direkt gegenüber dem Bahnhof auf der Westseite befindet sich die Gaststätte Gasthof Hirschen. Ebenfalls auf der Westseite befindet sich ein kleiner P+R-Parkplatz sowie überdachte Abstellmöglichkeiten für Fahrräder und Motorräder.

## Geschichte
Der Bahnhof Bad Bellingen wurde zusammen mit dem Streckenabschnitt Schliengen–Efringen der von Mannheim über Karlsruhe und Freiburg nach Basel führenden Bahnstrecke Mannheim–Basel (Rheintalbahn) am 8. November 1848 eröffnet. Zeitgleich wurde das Billettausgabebureau eröffnet.
1865, knapp 20 Jahre nach Eröffnung der Bahnstrecke, wurde das Empfangsgebäude des Bahnhofs Bad Bellingen eröffnet, welches heute noch steht.
1884 wurde an das Bahnhofsempfangsgebäude eine Güterhalle mit einer Verladestation angebaut. 1965 wurde die Güterverladung in Bad Bellingen aufgegeben und 1978 dann auch das entsprechende Gebäude abgerissen.
Am 1. September 1991 wurde die Fahrkarten- und Gepäckausgabe sowie der Warteraum im Bahnhofsgebäude geschlossen. Seitdem steht das Empfangsgebäude leer.
Bis Dezember 2013 wurden die Bahnsteige im Bahnhof Bad Bellingen auf 55 cm erhöht und auf 210 Meter verlängert.
Im Sommer 2014 wurde unter Vollsperrung der Abschnitt zwischen Schliengen und Haltingen über Bad Bellingen komplett saniert. Gleise, Schwellen und die Tunnel wurden erneuert.
Am 9. Oktober 2015 wurde das Empfangsgebäude im Auftrag der Deutschen Bahn durch die Auktionshaus Karhausen AG in Berlin versteigert.

## Verkehr
Bad Bellingen liegt im Tarifgebiet des Regio Verkehrsverbundes Lörrach (RVL). In Richtung Süden (Basel) gibt es Übergangstarife zum Tarifverbund Nordwestschweiz (TNW).

### Schienenverkehr
Die Stadt ist durch Regional-Express- und Regionalbahn-Züge mit Basel bzw. Freiburg im Breisgau und Offenburg verbunden. Der Regionalexpress hält alle zwei Stunden, die Regionalbahn stündlich, mit zusätzlichen Verbindungen in den Hauptverkehrszeiten.
| Linie | Verlauf | Takt                             | Betreiber |
| ----- | --- | -------------------------------- | --------- |
| RE7   | Offenburg – Lahr (Schwarzw) – Emmendingen – Freiburg (Breisgau) – Schallstadt – Bad Krozingen – Müllheim (Baden) – Bad Bellingen – Weil am Rhein – Basel Bad Bf (– Basel SBB) | 120 min                          | DB Regio  |
| RB27  | Basel Bad Bf – Weil am Rhein – Haltingen – Eimeldingen – Efringen-Kirchen – Istein – Kleinkems – Rheinweiler – Bad Bellingen – Schliengen – Auggen – Müllheim (Baden) – Buggingen – Heitersheim – Bad Krozingen – Norsingen – Schallstadt – Ebringen – Freiburg-Sankt Georgen – Freiburg (Breisgau) Hbf (– Denzlingen – Emmendingen) (einzelne Züge in Tagesrandlage) Stand: Fahrplanwechsel Dezember 2022 | 60 min (mit Lücken am Vormittag) | DB Regio  |

Die nächstgelegenen ICE-Halte sind im Süden Basel Bad Bf und im Norden Freiburg (Breisgau) Hbf. Nächster Halt einzelner IC- und TGV-Züge ist Müllheim (Baden).

### Busverkehr
Auf der Ostseite des Bahnhofs Bad Bellingen befindet sich die Bushaltestelle Hertinger Straße. Dort halten die Überlandbuslinien 4 und 15 des Stadtverkehrs Lörrach, welche durch die Südwestdeutsche Verkehrs-Aktiengesellschaft (SWEG) betrieben werden. Diese verbinden Bad Bellingen mit Schliengen und Kandern (Linie 4) sowie Blansingen, Efringen-Kirchen und Binzen (Linie 15).

## Varia
Von 1912 bis 1925 wohnte der spätere 13. Erzbischof von Freiburg und Ehrenbürger der Gemeinde Bad Bellingen, Hermann Schäufele (1906–1977) im Bahnhof.